# Leo Fong
Leo Fong (Jiangmen, 23 novembre 1928 – California, 18 febbraio 2022) è stato un attore cinese naturalizzato statunitense.
Fu anche artista marziale, pugile e ministro metodista. Realizzò film e spettacoli teatrali fin dai primi anni '70. Il suo ultimo ruolo cinematografico, ottenuto a 90 anni, è stato in Challenge of Five Gauntlets, film uscito nel 2018. 

## Biografia
Fong è nato nel distretto di Xinhui della città di Jiangmen, situato nella provincia di Guangzhou nel 1928. Fong si trasferì presto a Seattle con i suoi genitori e fratelli. Sono stati detenuti per un certo periodo, come era comune con gli immigrati asiatici . Dopo essere stata rilasciata a Seattle, la famiglia viaggiò a Chicago, dove lo zio materno di Fong possedeva un ristorante nel quale a suo padre era stato garantito il lavoro. Dopo aver lavorato a lungo al ristorante, il padre di Fong ha risparmiato abbastanza denaro per acquistare un piccolo negozio di alimentari a Widener, nell'Arkansas, una piccola comunità agricola. Fong è stato vittima di insulti razziali a scuola, che spesso portano a scontri. Fong ha iniziato a praticare boxe all'età di 15 anni.
Dopo essersi diplomato alla Forrest City High School, Fong ha frequentato l'Hendrix College nell'Arkansas, dove ha conseguito una laurea in educazione fisica. Successivamente ha conseguito un master in teologia presso la Southern Methodist University. Dopo aver iniziato la sua carriera come ministro metodista, ha conseguito un Master of Social Work presso la California State University, a Sacramento. Fong rimase nel nord della California, dove continuò la sua formazione nelle arti marziali.
Il suo ingresso nelle arti marziali orientali iniziò negli anni '50 con il judo e il jiu jitsu. Fong ha studiato e praticato vari stili di arti marziali fino a quando non ha sviluppato il suo stile, Wei Kuen Do.
Fong era un amico dell'artista marziale Bruce Lee, che fece in modo che comparisse sulla copertina dell'edizione del decimo anniversario della rivista Black Belt .
Il primo film in cui ha recitato è stato Murder In The Orient (1974), un film filippino sullo sfruttamento delle arti marziali che ha recitato insieme a Ron Marchini e ha anche interpretato Eva Reyes e Rodolfo 'Boy' Garcia. Nel 1975, ha recitato in Bamboo Trap con gli attori filippini George Estregan, Chanda Romero, Eddie Garcia, Rez Cortez e Ron van Clief .
Dalla fine degli anni '70, Fong ha iniziato a scrivere, dirigere e produrre film. Alcuni dei suoi film tra gli anni Settanta e la metà degli anni Ottanta presentavano la stessa serie di attori, Cameron Mitchell, Hope Holiday e Stack Pierce .
Morto in California all'età di 93 anni.

### Anni 2000
Un suo film recente è Transformed, un film del 2005 con temi cristiani e messaggio antidroga presentato da Tadashi Yamashita e Fred Williamson . Questa è stata la seconda volta che è apparso in un film con Williamson. Il primo è stato Blind Rage, un film del 1978 su una banda di ciechi che rapina una banca. Oltre a recitare in Transformed, lo ha anche diretto e prodotto, ne ha composto il tema musicale ed è stato coinvolto nel suo montaggio. I suoi ultimi lavori cinematografici includono Drifter TKD, un film del 2008 in cui ha interpretato Master Lee e The Last Musketeer, che ha prodotto.
Inoltre, Fong ha recitato all'età di 90 anni nel film del 2018, Challenge of Five Gauntlets, diretto da Len Kabasinski.

### Stile di combattimento
Wei Kuen Do (Via del pugno integrato): un sistema completo basato sulle sue radici in Jeet Kune Do, Serrada Escrima, Western Boxing, Choy Lay Fut, Northern Shaolin, Wrestling, Tae Kwon Do, Karate, Judo, Jujutsu, Arnis, e Wing Chun . Dal 24 marzo 2017 Leo Fong ha assegnato un consiglio di tre uomini per continuare a promuovere e supervisionare la sua arte del Wei Kuen Do. I membri del consiglio sono Jeff Jeds, Klein Buen e Bong Tumaru. 

## Filmografia

### Attore

#### Cinema
- Murder in the Orient, regia di Manuel Songco (1974)
- Bamboo Trap, regia di Ernesto Ventura (1975)
- Mababagsik na anghel, regia di Ernesto Ventura (1975)
- Tiger's Revenge, regia anonima (1975)
- Enforcer from Death Row, regia di Marshall M. Borden e Efren C. Piñon (1976)
- Blind Rage, regia di Efren C. Piñon (1976)
- The Last Reunion, regia di Jay Wertz (1980)
- Difficile caso per il tenente Long (Killpoint), regia di Frank Harris (1984)
- Ninja Assassins, regia di Timothy Ashby (1985)
- Giustizia sommaria (24 Hours to Midnight), regia di Leo Fong (1985)
- Colpo basso (Low Blow), regia di Frank Harris (1986)
- Rapid Fire, regia anonima (1988)
- Jungle Heat, regia di George Chung (1988)
- Il guerriero del Kick Boxing (Blood Street) regia di George Chung e Leo Fong (1988)
- Showdown, regia di Leo Fong (1993)
- Sbarre d'acciaio 2 (Cage II), regia di Lang Elliott (1994)
- Carjack, regia di Conan Lee (1996)
- The Home Song Stories, regia di Tony Ayres (2007)
- Drifter TKD, regia di Ron Pohnel (2008)
- Hard Way Heroes, regia di Leo Fong (2010)
- The Stop Hit, regia di Dr. Z (2016)
- The Stop Hit II, the Art of Invincibility, regia di Dr. Z (2017)
- Hidden Peaks, regia di Adrian Castro (2018)
- Dragon to Dragon, regia di Tamas Birinyi (2018)
- Challenge of Five Gauntlets, regia di Len Kabasinski (2018)
- Pact of Vengeance, regia di Len Kabasinski (2021)

#### Televisione
- Brazilian Brawl, regia di Leo Fong – film TV (2003)
- Transformed, regia di Efren C. Piñon – film TV (2005)
- Thunderkick, regia di Ron Pohnel – film TV (2008)
- The Shadow Boxer, regia di Norman Mayers – film TV (2012)
- Tiger Cops – serie TV, episodi 1x2 (2017)

## Pubblicazioni
- Choy Lay Fut Kung-Fu di Leo Fong
- Si Lum Kung-Fu: l'arte cinese dell'autodifesa di Leo Fong
- Power Training in Kung-Fu di Ron Marchini e Leo Fong[19]